# 크리퍼 (마인크래프트)
크리퍼는 플레이어의 근처로 다가가 폭발하는 엔티티이며, 비디오 게임 마인크래프트의 주요 적대적인 몹 중 하나이다. 그리고 많은 마인크래프트 유저들이 좋아하지 않는 몹 중 하나이다. 왜냐하면 유저의 집을 폭발시키거나 유저를 폭발에 휘말리게 만들기 때문이다. 크리퍼는 2009년 8월 31일 알파 업데이트에서 마인크래프트에 추가되었다. 출시 이래, 크리퍼는 마인크래프트에서 널리 알려진 아이콘이 되었고, 마인크래프트의 머천다이징 및 광고에 두드러지게 등장했다.

## 역사
크리퍼는 마인크래프트 개발 중 알파 단계에서 코딩 오류의 결과로 탄생했다.(이때 돼지를 만들려다 모델이 잘못되어서 크리퍼를 만들었다고 한다.) 마인크래프트의 창시자인 마르쿠스 페르손은 나뭇잎의 특이한 겉모습을 중심으로 크리퍼를 개발하였다. 페르손은 치수를 섞어서 길이와 높이가 서로 바뀌게 했다. 이것이 플레이어를 바라보는 AI과 결합되어, 크리퍼는 적대적인 몹이 되었다. 초기에는 플레이어에게 근거리 피해를 입히고 살해된 후에야 폭발하였지만, 이것은 후에 살해되는 것에 대비해 빠르게 폭발하게 바뀌었다. 번개에 맞으면 충전된 크리퍼로 변하며 폭발 능력이 거세졌고, 충전된 크리퍼에게 다른 몹이 죽으면 머리도 드롭한다.
크리퍼는 널리 알려졌고, 수많은 상품으로 사용되어 왔다.
2011년 마인크래프트 로고가 편집되어 크리퍼의 얼굴이 알파벳 "A" 형태로 통합하였다.

## 영향
크리퍼는 마인크래프트의 널리 알려진 아이콘이 되었으며, 마인크래프트의 가장 중요한 적대적 몹 중 하나로 여겨진다. 크리퍼의 픽셀화된 얼굴은 마인크래프트 로고의 알파벳 "A" 형태로 통합되어 있으며, 수많은 할로윈 의상 및 코스프레에 사용되고 있다. 크리퍼는 여러 마인크래프트 레고 세트에 등장했고 하나의 주요 관심사로 자리잡았다.
크리퍼 이미지는 의류, 침구류 및 램프를 포함한 다양한 마인크래프트 제품에 사용되어 왔다. 게다가, 크리퍼 이미지는 베개, 장난감, 봉제인형으로 사용되었다.
슈퍼 스매시브라더스 얼티밋에서 구매 가능한 Mii 코스튬으로도 크리퍼가 등장한다.

### 시리얼
2020년 7월, 모장 스튜디오와 켈로그의 공동 파트너십으로 인해, 켈로그의 포장에 크리퍼를 특징으로 하는 공식적인 마인크래프트 브랜드인 크리퍼 크런치가 발표되었다. 크리퍼 크런치는 2020년 8월에 미국의 상점에서 판매되었다. 모든 패키지는 마인크래프트 화장품과 의류에 대해 교환할 수 있는 고유한 코드를 추가로 포함했다.

### 대중문화에서
크리퍼는 수많은 대중문화에 대한 언급과 패러디의 주제가 되어왔다. 애니메이션 심슨 가족의 시즌 25 에피소드 "Luca$"에서 모에 시즐렉은 크리퍼로 등장하고 주제곡 "couch gag"의 마지막에 폭발한다.
2019년 7월경, 2011년 8월 19일에 만들어진 조던 마론의 노래 "Revenge"는 인터넷 밈으로 인기를 되찾았다.

## 같이 보기
- 마르쿠스 페르손
- 마인크래프트